# Régine Vandamme
Régine Vandamme est une écrivaine belge d'expression française née à Bruges en 1961.

## Biographie
Elle travaille d'abord comme journaliste à la radio de Vers l'Avenir, puis travaille aux éditions Casterman.
Elle devient ensuite animatrice à la Maison de la Culture de Tournai.
En 2004, elle fonde une maison d’édition, dénommée Estuaire, avec Didier Platteau.
En 2009, elle rejoint Culture.Wapi, l'agence culturelle de Wallonie picarde, dont elle devient directrice en 2010.
En 2017, elle reprend l'animation-coordination de feu Kalame, le réseau des animateur.rices d'ateliers d'écriture de la Communauté française de Belgique.
En 2018, elle rejoint l'équipe de la Fondation Folon pour une mission de consultance éditoriale.